# Kaumoebavirus
Die vorgeschlagene Spezies „Kaumoebavirus“ von Riesenviren ist morphologisch und genetisch ähnlich zwei anderen vorgeschlagenen Taxa von Riesenviren, „Faustovirus“ und „Pacmanvirus“, sowie den Viren der Familie Asfarviridae mit dem Asfivirus (ASFV), dem Erreger der Afrikanischen Schweinepest.
Kaumoebaviren haben ein ikosaedrisches Kapsid von etwa 250 nm Größe, das Genom besteht aus einem dsDNA-Molekül mit einer Länge von 350 kbp. Es enthält vermutlich 465 Gene, die Proteine kodieren.
Das Virus wurde 2016 bei der Kultivierung von Amöben der Gattung Vermamoeba vermiformis (Tubulinea) aus einer Abwasserprobe aus dem Süden Saudi-Arabiens gefunden.
Der Name ist ein Akronym für englisch King Abdulaziz University amoeba virus (König-Abdulaziz-Universität-Amöbenvirus).
Bisher (Stand April 2020) ist die Gattung „Kaumoebavirus“ noch nicht in der Datenbank des International Committee on Taxonomy of Viruses (ICTV) registriert.

## Morphologie

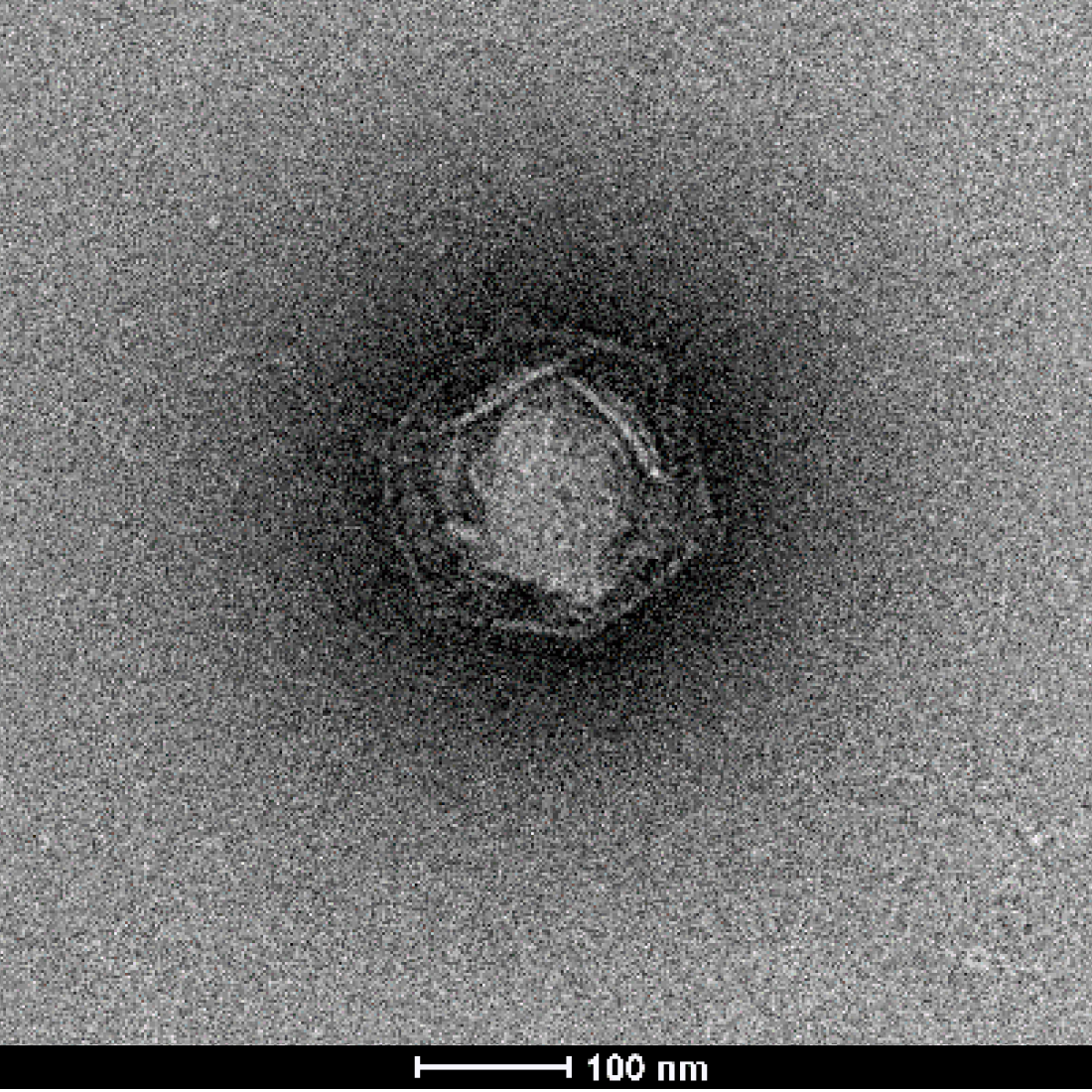
EM-Aufnahme (Negativ) eines Virions von „Kaumoebavirus LCC10“.

Wie oben erwähnt, haben die Viruspartikel (Virionen) von „Kaumoebavirus“ ein ikosaedrisches Kapsid von etwa 250 nm Größe.

## Genom
Das Genom von „Kaumoebavirus“ wird durch ein zirkuläres dsDNA-Molekül dargestellt. Bei „Kaumoebavirus Sc“ enthält es ungefähr 351.731 bp (Basenpaare), bei „Kaumoebavirus LCC10“ sind es 11.030 bp (und 45 Gene) mehr. Es gibt im Genom keine repetitiven Sequenzen (englisch repetitive sequences) mit Ausnahme einer langen invertierten Tandem-Wiederholung (englisch inverted tandem repeat) von 1.407 bp Länge.
Der GC-Gehalt des Genoms beträgt 43,7 %.
Entsprechend den bioinformatischen Daten enthält das Genom 465 Gene, die für Proteine kodieren, welche eine Länge von 113 bis 6209 Aminosäure-Einheiten haben.
In seinem Genom wurden keine tRNA-Gene identifiziert.
Was Homologie der Gene anbelangt, so sind
- 74 (59 %) der Kaumoebavirus-Proteine anderen viralen Proteinen nahestehend,
- 19 (15 %) sind homolog zu Bakterienproteinen, 2 (2 %) zu Archaeengenen,
- 31 (25 %) zu eukaryotischen Proteinen.

Wie bei „Faustovirus“ kommt es bei „Kaumoebavirus“ während der Reifung der mRNA zur Spleißung (englisch splicing).

## Vermehrungszyklus

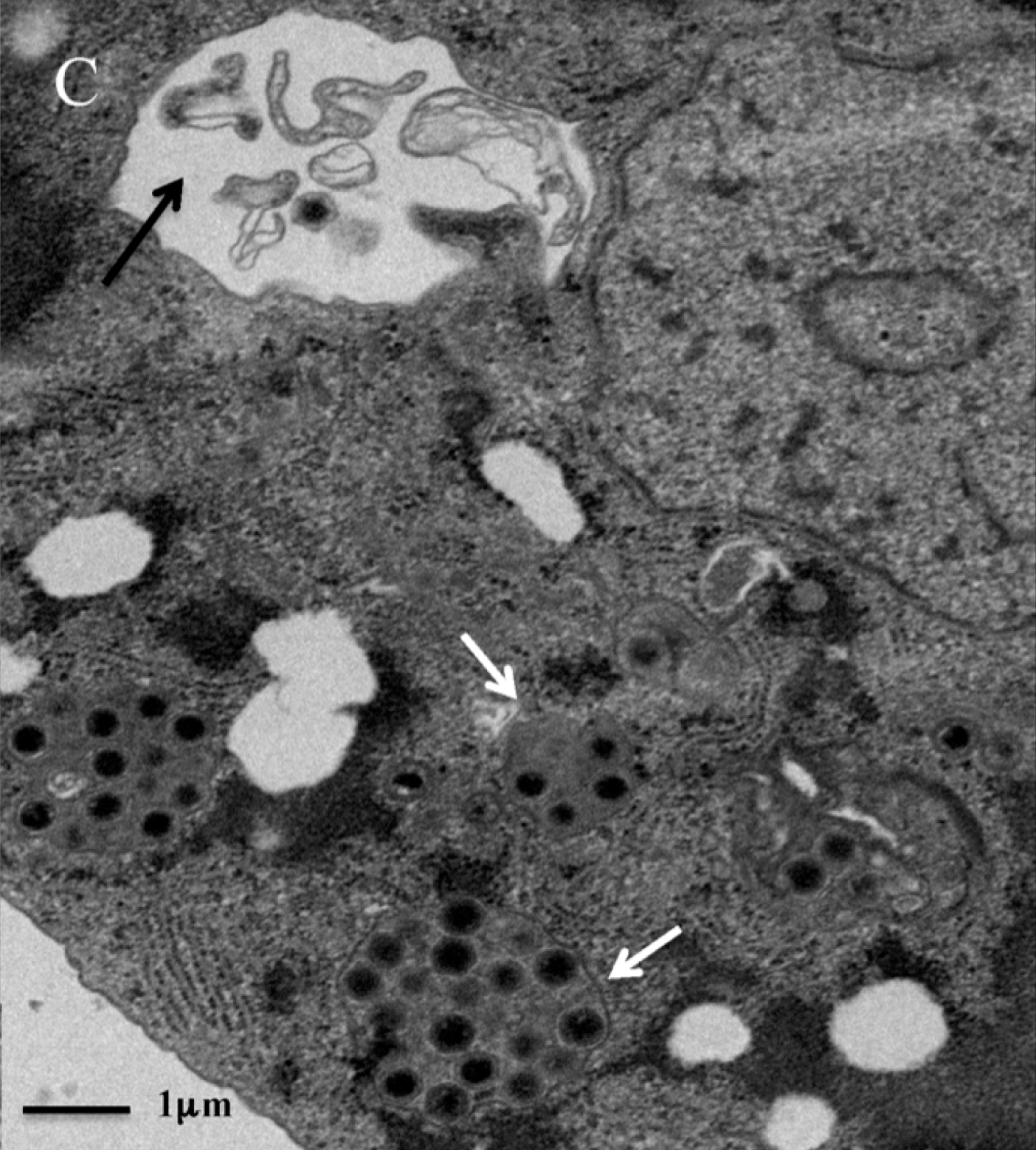
In der frühen Phase der Vermehrung ist die Virusfabrik von Kaumoebavirus nicht rund, sondern mehrlappig. Weißer Pfeil: Virionen-Cluster in diesen Lappen.

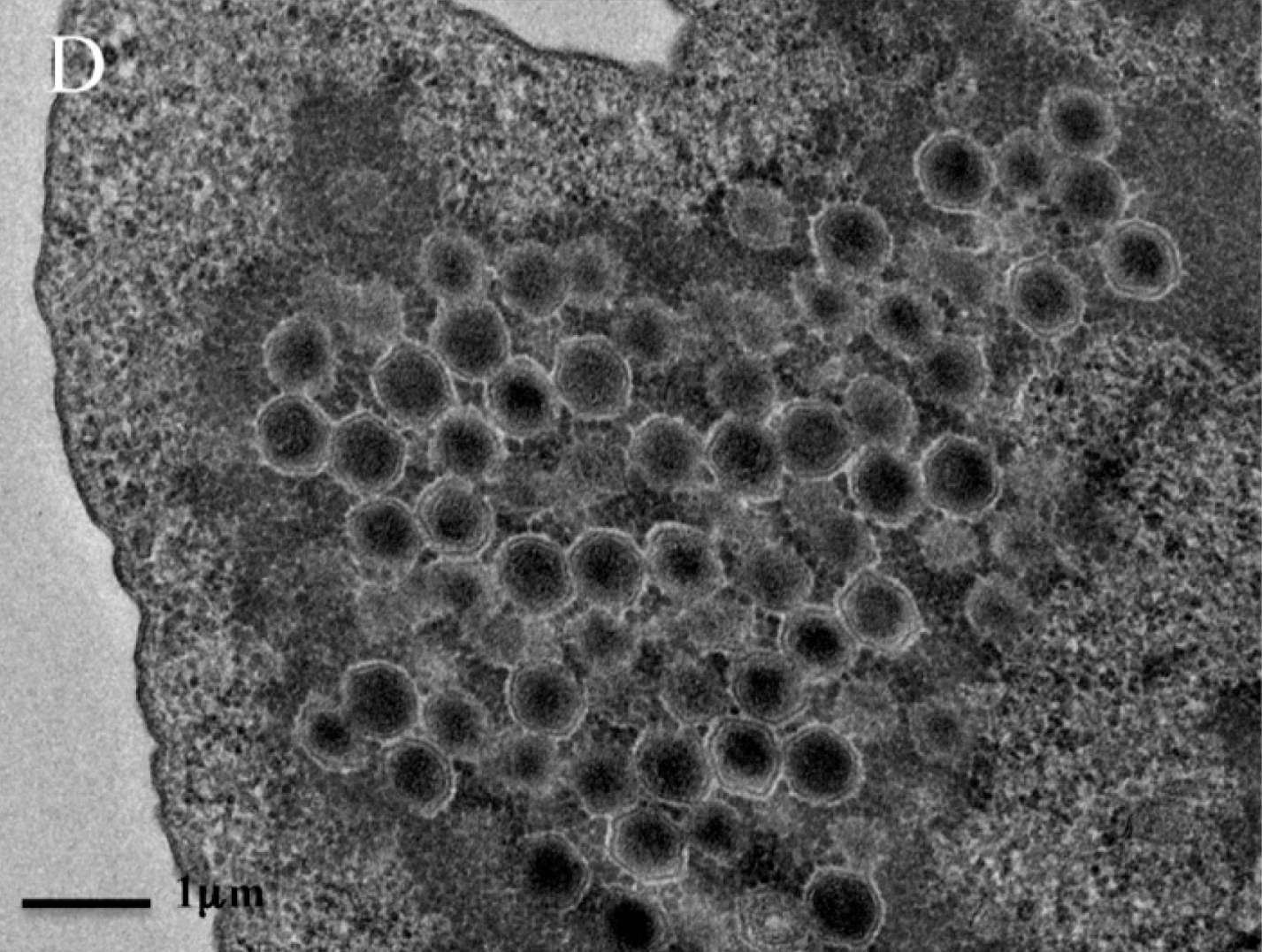
In der späten Phase der Vermehrung ist die Virusfabrik vollständig mit eugebildeten Kaumoebavirus-Teilchen gefüllt.

In einem frühen Stadium der Infektion (2 Stunden nach dem Eindringen in die Wirtszellen der Amöbe Vermamoeba vermiformis) werden Phagozytose-Vakuolen, die Virionen (Virusteilchen) von „Kaumoebavirus“ enthalten, im Zytoplasma der Zelle beobachtet.
Nach weiteren drei Stunden sind bereits Cluster von 2 bis 4 Viruspartikeln in den Vakuolen gebildet.
4 Stunden nach der Penetration tritt virale DNA in das Zytoplasma ein, und innerhalb der nächsten zwei Stunden können Virusfabriken in der Nähe des Zellkerns beobachtet werden, in denen das virale Genome repliziert und sich neue Virionen ansammeln;
8 bis 16 Stunden nach der Infektion werden die neu gebildeten Viruspartikel in der Virusfabrik nachgewiesen.
Während der Replikation verändert „Kaumoebavirus“ die Morphologie des Zellkerns nicht.
Schließlich tritt eine Zelllyse auf und die Virionen treten aus.
Die Gesamtdauer des Vermehrungszyklus beträgt bei „Kaumoebavirus“ wie bei „Faustovirus“ 16 bis 20 Stunden.

## Systematik
De Gattung „Kaumoebavirus“ hat die Stämme und mögliche Spezies, „Kaumoebavirus Sc“ (aus Abwasser von Jeddah, Saudi-Arabien) und „Kaumoebavirus LCC10“ (aus La Ciotat, Frankreich).
Unter den Virusproteinen ähneln Proteine anderer Viren des Phylums der Nucleocytoviricota (veraltet Nucleocytoviricoa, NCLDV, früher auch als Ordnung „Megavirales“ vorgeschlagen), den „Kaumoebavirus“-Proteinen am nächsten, insbesondere gilt dies für ein weiteres Riesenvirus, das „Faustovirus“, und die Mitglieder der Familie der Asfarviridae.
Zur weiteren Verwandtschaft von „Kaumoebavirus“ gehören die Familien Mimiviridae, Phycodnaviridae, Poxviridae, Marseilleviridae, sowie der nicht-NCLDV-Familie Baculoviridae.
Aus evolutionärer Sicht nimmt „Kaumoebavirus“ eine Zwischenposition zwischen „Faustovirus“ und den Asfarviridae ein.
2018 wurden die Ergebnisse der Analyse veröffentlicht, die die enge Verwandtschaft von „Kaumoebavirus“ mit „Faustovirus“ und den Asfarviridae weiter bestätigten. Die Studie prüfte, ob die Sequenzen, die für die zuvor identifizierten Asfarviridae-Promotoren charakteristisch sind, ebenfalls für die riesigen Kaumoebaviren und Faustoviren charakteristisch sind. Zuvor wurde bereits gezeigt, dass die Vertreter der Asfarviridae durch das Vorhandensein von AT-reichen Sequenzen in Promotoren charakterisiert sind. Es stellte sich dann heraus, dass „Kaumoebavirus“ und „Faustovirus“ von AT-reichen TATTT- und TATATA-Motiven in Promotoren dominiert werden, was sie zusätzlich näher an die Asfarviridae bringt.
Auf Basis der Gensequenz von Genen der DNA-Polymerase-B-Familie bilden „Pacmanvirus“, „Kaumoebavirus“, „Faustovirus“ und die Asfarviridae einen phylogenetischen Baum (Klade), offenbar hatten diese Viren einen gemeinsamen Vorfahren. In Bezug auf die Kapsid-Architektur steht Faustovirus dem Pacmanvirus am nächsten.
Die meisten Autoren schlagen vor, die Gattung Faustovirus als Prototyp einer neuen Familie Faustoviridae innerhalb der Nucleocytoplasmic large DNA viruses (NCLDV, vom ICTV im März neu eingerichtetes Phylum Nucleocytoviricota) aufzufassen, die der Familie Asfarviridae mit Gattung Asfivirus (ASFV) nahesteht, aber von ihr immer noch verschieden ist.
Das ICTV hat im März für die nähere Verwandtschaft (englisch extended Afarviridae) der Asfarviridae die neue Ordnung Asfuvirales eingerichtet, womit ein Taxon für die gemeinsame Klade der Asfaviridae und „Faustoviridae“ zur Verfügung steht.
Schulz et al (2018) schlagen für diese Klade eine Systematik wie folgt vor:
|                  | Asfarviridae (Asfivirus)                                            |
|                  |                                                                     |
| ?„Faustoviridae“ | \| \| „Pacmanvirus“[12] \| \| \| \| \| \| „Faustovirus“ \| \| \| \| |
|                  | \| \| „Pacmanvirus“[12] \| \| \| \| \| \| „Faustovirus“ \| \| \| \| |
|                  | „Pacmanvirus“                                                       |
|                  |                                                                     |
|                  | „Faustovirus“                                                       |
|                  |                                                                     |

|  | „Pacmanvirus“ |
|  |               |
|  | „Faustovirus“ |
|  |               |

|                  | Asfarviridae (Asfivirus)                                            |
|                  |                                                                     |
| ?„Faustoviridae“ | \| \| „Pacmanvirus“[12] \| \| \| \| \| \| „Faustovirus“ \| \| \| \| |
|                  | \| \| „Pacmanvirus“[12] \| \| \| \| \| \| „Faustovirus“ \| \| \| \| |
|                  | „Pacmanvirus“                                                       |
|                  |                                                                     |
|                  | „Faustovirus“                                                       |
|                  |                                                                     |

|  | „Pacmanvirus“ |
|  |               |
|  | „Faustovirus“ |
|  |               |

Im Vergleich dazu sehen Guglielmini et al. (2019), Fig. 2, die Positionen von Asfarviridae und „Kaumoebavirus“ vertauscht.
Als mögliches weiteres Mitglied dieser erweiterten Asfarviridae-Gruppe wurde das Dinodnavirus vorgeschlagen.

## Etymologie
Der Name „Kaumoebavirus“ ist ein Kofferwort zusammengezogen aus King Abdulaziz University Amoeba virus.
Dies ist ein Verweis auf den ersten isolierten Stamm, der aus Abwässern in Jeddah, Saudi-Arabien, stammte und dort untersucht wurde.